# Zygoneura unimacula
Zygoneura unimacula är en tvåvingeart som beskrevs av Lane 1955. Zygoneura unimacula ingår i släktet Zygoneura och familjen sorgmyggor. Inga underarter finns listade i Catalogue of Life.